# Oleg Sergejewitsch Ryschow

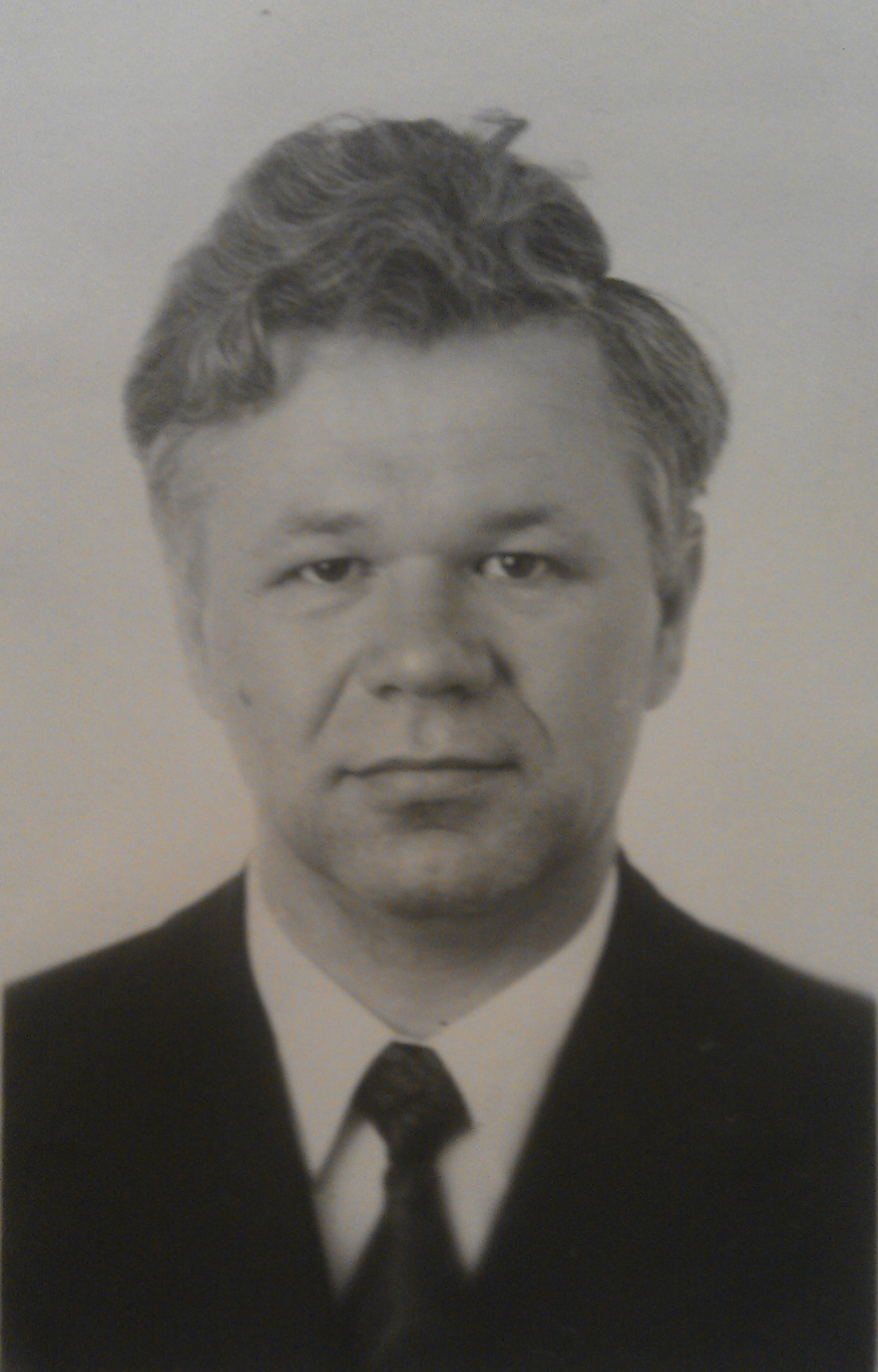
Oleg Sergejewitsch Ryschow

Oleg Sergejewitsch Ryschow (russisch Олег Сергеевич Рыжов; * 10. April 1932 in Tula) ist ein russischer Physiker und Hochschullehrer.

## Leben
Ryschows Vater Sergei Nikolajewitsch Ryschow war Agrarwissenschaftler, Vollmitglied und Vizepräsident der Akademie der Wissenschaften der usbekischen Sozialistischen Sowjetrepublik und Korrespondierendes Mitglied der Allunionsakademie der Landwirtschaftswissenschaften. Ryschows Mutter Anastassija Wassiljewna Ryschowa war Chemie-Lehrerin. 1934 zog die Familie nach Taschkent um. Ryschkow besuchte dort die Mittelschule Nr. 94, die er mit einer Goldmedaille abschloss.
1949 begann Ryschkow das Studium am Moskauer Institut für Physik und Technologie (MIPT), das er 1955 bei Sergei Alexejewitsch Christianowitsch als Aeromechaniker abschloss. Anschließend arbeitete er im Institut für Physikalische Chemie der Akademie der Wissenschaften der UdSSR (AN-SSSR, seit 1991 Russische Akademie der Wissenschaften (RAN)) in Moskau. Daneben unterrichtete er am MIPT. 1960 verteidigte er seine Kandidat-Dissertation über die Charakteristika der Gasströmung in Lavaldüsen für die Promotion zum Kandidaten der physikalisch-mathematischen Wissenschaften.
1961 wurde Ryschow führender wissenschaftlicher Mitarbeiter des Rechenzentrums der AN-SSSR in Moskau. 1964 wurde er Dozent am MIPT. 1965 verteidigte er seine Doktor-Dissertation über die Untersuchung der Überschallströmung in Lavaldüsen für die Promotion zum Doktor der physikalisch-mathematischen Wissenschaften. 1968 wurde er Leiter der Abteilung für Transportprozesse des Rechenzentrums. 1971 wurde er zum Professor ernannt. 1989 wurde er Leiter der Abteilung für asymptotische Methoden des Rechenzentrums.
Die Überschallströmungen wurden Ryschows Hauptforschungsgebiet. 1983 wurde er zum Mitglied der 1956 gegründeten Nationalen Kommission der UdSSR für Theoretische- und Angewandte Mechanik gewählt. Er war Mitglied des Organisationskomitees des Symposiums der International Union of Theoretical and Applied Mechanics (IUTAM) über den Laminar-Turbulenz-Übergang 1984 in Nowosibirsk. Er ist Autor bzw. Mitautor einer Vielzahl von Veröffentlichungen.
Seit 1991 lebt und arbeitet Ryschow in den USA. Er wurde Mitarbeiter des Rensselaer Polytechnic Institute und des Department of Mechanical and Aeronautical Engineering der University of California, Davis.